# Jurij Antonow
Jurij Antonow (ros. Юрий Михайлович Антонов; ur. 19 lutego 1945 w Taszkencie) – rosyjski piosenkarz i kompozytor.

## Życiorys
Antonow urodził się w rodzinie radzieckiego oficera, który po zakończeniu wojny pracował kilka lat w wojskowej administracji miasta Berlina. Po powrocie do ZSRR rodzina ostatecznie osiedliła się w Mołodecznie. Tam też Antonow ukończył liceum muzyczne w klasie akordeonu. Na tym instrumencie zaczął on wkrótce po ukończeniu szkoły grać w Filharmonii Białoruskiej w Mińsku. W 1969 Antonow zastaje zaproszony do leningradzkiego zespołu Pojuszczije Gitary (Поющие гитары), a w 1971 przenosi się do Moskwy, gdzie mieszka i pracuje do dziś.
Antonow nagrał około 30 płyt, których ogólny nakład oceniany jest na około 50 mln egzemplarzy (ze względu na skalę piractwa w byłym ZSRR dokładne statystyki nie są dostępne). Do najbardziej znanych albumów Antonowa zaliczyć można:
- „Krysza doma twojego” (Крыша дома твоего (1983)
- „Powier' w miecztu” (Поверь в мечту) (1985)
- „Dołgożdannyj samolot” (Долгожданный самолёт) (1986)
- „Ot pieczali do radosti” (От печали до радости) (1987)
- „Łunnaja dorożka” (Лунная дорожка) (1990)
- „Zierkało” (Зеркало) (1993)
- „Niesiot mienia tieczienie” (Несёт меня течение) (1993)

Antonow jest autorem (i niekiedy wykonawcą) piosenek napisanych do wielu filmów w tym „Strzeżcie kobiety” (Берегите женщин), „Przed rozstaniem” (Прежде, чем расстаться), „Salon piękności” (Салон красоты), „Rozkaz” (Приказ), „Nieznana piosenka” (Незнакомая песня) i „Idioci umierają w piątki” (Дураки умирают по пятницам).
Razem z Michaiłem Pliackowskim Antonow jest współautorem musicalu dziecięcego „Przygody pasikonika Kuzi” (Приключения кузнечика Кузи). Imieniem Jurija Antonowa w 2007 nazwano samolot typu Boeing 737 rosyjskich linii lotniczych KD Avia (rej. EI-DOO).